# Glaphyra plagiata
Glaphyra plagiata är en skalbaggsart som först beskrevs av Reiche 1877.  Glaphyra plagiata ingår i släktet Glaphyra och familjen långhorningar.
Artens utbredningsområde är:
- Iran.
- Kazakstan.

Inga underarter finns listade i Catalogue of Life.